# The Coral (album)
The Coral è il primo album della omonima band inglese. L'album è stato pubblicato il 29 luglio 2002 nel Regno Unito dalla Deltasonic e il 3 marzo 2003 negli USA dalla Columbia Records. Ha avuto una nomination per il Mercury Music Prize.

## Tracce
1. Spanish Main (James Skelly) - 1:53
2. I Remember When (J. Skelly) - 3:38
3. Shadows Fall (The Coral) - 3:29
4. Dreaming of You (J. Skelly) - 2:21
5. Simon Diamond (J. Skelly, Nick Power) - 2:28
6. Goodbye (J. Skelly, N. Power) - 4:02
7. Waiting for the Heartaches (J. Skelly) - 4:03
8. Skeleton Key (J. Skelly, N. Power) - 3:03
9. Wildfire (N. Power) - 3:03
10. Badman (J. Skelly, N. Power) - 2:45
11. Calendars and Clocks (J. Skelly, N. Power) - 11:56

## Formazione
The Coral
- James Skelly - voce, chitarra, co-produttore
- Lee Southall - chitarra, co-produttore
- Bill Ryder-Jones - chitarra, tromba, co-produttore
- Paul Duffy - basso elettrico, sax, co-produttore
- Nick Power - tastiere, co-produttore
- Ian Skelly - batteria, co-produttore, artwork

Produzione
- Ian Broudie - produttore
- Jon Gray - fonico
- Kenny Patterson - assistente fonico

Altri
- Scott Jones - artwork
- Juno - design
- Steve Fellows - logo design
- Kev Power - fotografo